# Oromo (sprog)
Oromo er et sprog, der  tales af Oromofolket, der fortrinsvis lever i den sydlige del af Etiopien. Det skønnes at ca. 25 millioner etiopiere har oromo som modersmål, mens kun meget få lærer at tale det som andetsprog. Oromo er et kushitisk sprog, der har meget tilfælles med somalisk. I modsætning til Etiopiens semitiske nationalsprog amharisk skrives oromo i dag med det latinske alfabet.
| Sprog | Spire Denne artikel om sprog er en spire som bør udbygges. Du er velkommen til at hjælpe Wikipedia ved at udvide den. |